# Cena za správný život
Cena za správný život (v anglickém originále Right Livelihood Award) je mezinárodní ocenění, jež má „poctít a podpořit ty, kteří nabízejí praktické a příkladné odpovědi na nejnaléhavější výzvy, kterým dnes čelíme“. Založil ho roku 1980 švédský filantrop Jakob von Uexküll a uděluje se každý rok v prosinci ve Stockholmu. Obvykle bývá poctěno okolo čtyř fyzických nebo právnických osob zároveň, a ty si rozdělí odměnu v celkové výši 200 tisíc euro, pokud nezískají čestnou cenu, jejíž držitel nemá nárok na podíl z uvedené částky. Oceňovány bývají výkony v oblastech jako ochrana životního prostředí, lidská práva, udržitelný rozvoj, zdravotnictví, vzdělání a dosahování míru. Cena bývá nazývána též Alternativní Nobelova cena, i když s Alfredem Nobelem a jeho odkazem nemá z právního hlediska nic společného.

## Laureáti
| Rok | Laureáti                                                    | Země                                         |
| 1980 |                                                             |                                              |
| --- | ----------------------------------------------------------- | -------------------------------------------- |
| 1980 | Hassan Fathy                                                | Egypt                                        |
| 1980 | Plenty International                                        | Spojené státy americké · Guatemala · Lesotho |
| 1981 |                                                             |                                              |
| Mike Cooley                                                                                                   | Spojené království                                          |                                              |
| Bill Mollison                                                                                                 | Austrálie                                                   |                                              |
| Patrick van Rensburg / Education with Production                                                              | Botswana · Jižní Afrika                                     |                                              |
| 1982 |                                                             |                                              |
| Erik Dammann / Future in Our Hands                                                                            | Norsko                                                      |                                              |
| Anwar Fazal                                                                                                   | Malajsie                                                    |                                              |
| Petra Kelly                                                                                                   | Západní Německo                                             |                                              |
| Participatory Institute for Development Alternatives                                                          | Srí Lanka                                                   |                                              |
| Sir George Trevelyan, Bt                                                                                      | Spojené království                                          |                                              |
| 1983 |                                                             |                                              |
| Leopold Kohr                                                                                                  | Austrálie                                                   |                                              |
| Amory Lovins a Hunter Lovins / Rocky Mountain Institute                                                       | Spojené státy americké                                      |                                              |
| Manfred Max-Neef / CEPAUR                                                                                     | Chile                                                       |                                              |
| High Chief Ibedul Gibbons a the People of Belau                                                               | Palau                                                       |                                              |
| 1984 |                                                             |                                              |
| Imane Khalifeh                                                                                                | Libanon                                                     |                                              |
| Self-Employed Women's Association / Ela Bhatt                                                                 | Indie                                                       |                                              |
| Winefreda Geonzon / Free Legal Assistance Volunteers' Association (FREE LAVA)                                 | Filipíny                                                    |                                              |
| Wangari Maathai / Green Belt Movement                                                                         | Keňa                                                        |                                              |
| 1985 |                                                             |                                              |
| Theo Van Boven                                                                                                | Nizozemsko                                                  |                                              |
| Cary Fowler (Rural Advancement Fund International)                                                            | Spojené státy americké                                      |                                              |
| Pat Mooney (Rural Advancement Fund International)                                                             | Kanada                                                      |                                              |
| Lokayan / Rajni Kothari                                                                                       | Indie                                                       |                                              |
| Duna Kör | Maďarsko                                                    |                                              |
| 1986 |                                                             |                                              |
| Robert Jungk                                                                                                  | Austrálie                                                   |                                              |
| Rosalie Bertell                                                                                               | Kanada                                                      |                                              |
| Alice Stewart                                                                                                 | Spojené království                                          |                                              |
| Ladakh Ecological Development Group / Helena Norberg-Hodge                                                    | Indie                                                       |                                              |
| Evaristo Nugkuag / AIDESEP                                                                                    | Peru                                                        |                                              |
| 1987 |                                                             |                                              |
| Johan Galtung                                                                                                 | Norsko                                                      |                                              |
| Chipko movement                                                                                               | Indie                                                       |                                              |
| Hans-Peter Dürr / Global Challenges Network                                                                   | Západní Německo                                             |                                              |
| Institute for Food and Development Policy / Frances Moore Lappé                                               | Spojené státy americké                                      |                                              |
| Mordechaj Vanunu                                                                                              | Izrael                                                      |                                              |
| 1988 |                                                             |                                              |
| International Rehabilitation and Research Centre for Torture Victims / Dr. Inge Kemp Genefke                  | Dánsko                                                      |                                              |
| José Lutzenberger                                                                                             | Brazílie                                                    |                                              |
| John F. Charlewood Turner                                                                                     | Spojené království                                          |                                              |
| Sahabat Alam Malaysia / Mohammed Idris, Harrison Ngau, the Penan people                                       | Malajsie                                                    |                                              |
| 1989 |                                                             |                                              |
| Seikatsu Club Consumers' Co-operative Union                                                                   | Japonsko                                                    |                                              |
| Melaku Worede                                                                                                 | Etiopie                                                     |                                              |
| Aklilu Lemma / Legesse Wolde-Yohannes                                                                         | Etiopie                                                     |                                              |
| Survival International                                                                                        | Spojené království                                          |                                              |
| 1990 |                                                             |                                              |
| Alice Tepper Marlin / Council on Economic Priorities                                                          | Spojené státy americké                                      |                                              |
| Bernard Lédéa Ouédraogo                                                                                       | Burkina Faso                                                |                                              |
| Felicia Langer                                                                                                | Izrael                                                      |                                              |
| Association of Peasant Workers of the Carare (Asociación de Trabajadores Campesinos del Carare)               | Kolumbie                                                    |                                              |
| 1991 |                                                             |                                              |
| Edward Goldsmith                                                                                              | Spojené království                                          |                                              |
| Narmada Bachao Andolan                                                                                        | Indie                                                       |                                              |
| Bengt Danielsson & Marie-Thérèse Danielsson                                                                   | /                                                           |                                              |
| Senator Jeton Anjain / the People of Rongelap                                                                 | Marshallovy ostrovy                                         |                                              |
| Landless Workers' Movement (Movimento dos Trabalhadores Rurais Sem Terra) / CPT (Commissão Pastoral da Terra) | Brazílie                                                    |                                              |
| 1992 |                                                             |                                              |
| Finnish Village Action Movement (Kylätoiminta)                                                                | Finsko                                                      |                                              |
| Gonoshasthaya Kendra / Zafrullah Chowdhury                                                                    | Bangladéš                                                   |                                              |
| Helen Mack | Guatemala                                                   |                                              |
| John Gofman / Alla Yaroshinskaya                                                                              | /                                                           |                                              |
| 1993 |                                                             |                                              |
| Arna Mer-Khamis / Care and Learning                                                                           | Izrael                                                      |                                              |
| Organisation of Rural Associations for Progress / Sithembiso Nyoni                                            | Zimbabwe                                                    |                                              |
| Vandana Shiva                                                                                                 | Indie                                                       |                                              |
| Mary a Carrie Dann ze západních Šošonů                                                                        | Spojené státy americké                                      |                                              |
| 1994 |                                                             |                                              |
| Astrid Lindgren                                                                                               | Švédsko                                                     |                                              |
| SERVOL (Service Volunteered for All)                                                                          | Trinidad a Tobago                                           |                                              |
| Dr. H. Sudarshan / VGKK (Vivekananda Girijana Kalyana Kendra(for working of soliga tribes in MM hills)        | Indie                                                       |                                              |
| Ken Saro-Wiwa / Movement for the Survival of the Ogoni People                                                 | Ogoniland,                                                  |                                              |
| 1995 |                                                             |                                              |
| András Bíró / Hungarian Foundation for Self-Reliance                                                          | Maďarsko                                                    |                                              |
| Srpsko građansko vijeće                                                                                       | Bosna a Hercegovina                                         |                                              |
| Carmel Budiardjo / TAPOL                                                                                      | /                                                           |                                              |
| Sulak Sivaraksa                                                                                               | Thajsko                                                     |                                              |
| 1996 |                                                             |                                              |
| Herman Daly                                                                                                   | Spojené státy americké                                      |                                              |
| Committee of Soldiers' Mothers of Russia                                                                      | Rusko                                                       |                                              |
| People's Science Movement of Kerala (Kerala Sasthra Sahithya Parishad)                                        | Indie                                                       |                                              |
| George Vithoulkas                                                                                             | Řecko                                                       |                                              |
| 1997 |                                                             |                                              |
| Joseph Ki-Zerbo                                                                                               | Burkina Faso                                                |                                              |
| Jinzaburo Takagi                                                                                              | Japonsko                                                    |                                              |
| Mycle Schneider                                                                                               | Francie                                                     |                                              |
| Michael Succow                                                                                                | Německo                                                     |                                              |
| Cindy Duehring                                                                                                | Spojené státy americké                                      |                                              |
| 1998 |                                                             |                                              |
| International Baby Food Action Network                                                                        |                                                             |                                              |
| Samuel Epstein                                                                                                | Spojené státy americké                                      |                                              |
| Juan Pablo Orrego                                                                                             | Chile                                                       |                                              |
| Katarina Kruhonja / Vesna Terselic                                                                            | Chorvatsko                                                  |                                              |
| 1999 |                                                             |                                              |
| Hermann Scheer                                                                                                | Německo                                                     |                                              |
| Juan Garcés                                                                                                   | Španělsko                                                   |                                              |
| COAMA (Consolidation of the Amazon Region)                                                                    | Kolumbie                                                    |                                              |
| Grupo de Agricultura Orgánica                                                                                 | Kuba                                                        |                                              |
| 2000 |                                                             |                                              |
| Tewolde Berhan Gebre Egziabher                                                                                | Etiopie                                                     |                                              |
| Munir | Indonésie                                                   |                                              |
| Birsel Lemke                                                                                                  | Turecko                                                     |                                              |
| Wes Jackson                                                                                                   | Spojené státy americké                                      |                                              |
| 2001 |                                                             |                                              |
| José Antonio Abreu                                                                                            | Venezuela                                                   |                                              |
| Gush Shalom / Rachel a Uri Avnery                                                                             | Izrael                                                      |                                              |
| Leonardo Boff                                                                                                 | Brazílie                                                    |                                              |
| Trident Ploughshares                                                                                          | Spojené království                                          |                                              |
| 2002 |                                                             |                                              |
| Martin Green                                                                                                  | Austrálie                                                   |                                              |
| Kamenge Youth Centre (Centre Jeunes Kamenge)                                                                  | Burundi                                                     |                                              |
| Kvinna Till Kvinna                                                                                            | Švédsko                                                     |                                              |
| Martín Almada                                                                                                 | Paraguay                                                    |                                              |
| 2003 |                                                             |                                              |
| David Lange                                                                                                   | Nový Zéland                                                 |                                              |
| Walden Bello / Nicanor Perlas                                                                                 | Filipíny                                                    |                                              |
| Citizens' Coalition for Economic Justice                                                                      | Jižní Korea                                                 |                                              |
| SEKEM a Ibrahim Abouleish                                                                                     | Egypt                                                       |                                              |
| 2004 |                                                             |                                              |
| Swami Agnivesh / Asghar Ali Engineer                                                                          | Indie                                                       |                                              |
| Memorial | Rusko                                                       |                                              |
| Bianca Jagger                                                                                                 | Nikaragua                                                   |                                              |
| Raúl Montenegro                                                                                               | Argentina                                                   |                                              |
| 2005 |                                                             |                                              |
| Maude Barlow a Tony Clarke                                                                                    | Kanada                                                      |                                              |
| Irene Fernandez                                                                                               | Malajsie                                                    |                                              |
| Roy Sesana a First People of the Kalahari                                                                     | Botswana                                                    |                                              |
| Francisco Toledo                                                                                              | Mexiko                                                      |                                              |
| 2006 |                                                             |                                              |
| Daniel Ellsberg                                                                                               | Spojené státy americké                                      |                                              |
| Ruth Manorama                                                                                                 | Indie                                                       |                                              |
| Chico Whitaker                                                                                                | Brazílie                                                    |                                              |
| International Poetry Festival of Medellín                                                                     | Kolumbie                                                    |                                              |
| 2007 |                                                             |                                              |
| Christopher Weeramantry                                                                                       | Srí Lanka                                                   |                                              |
| Dekha Ibrahim Abdi                                                                                            | Keňa                                                        |                                              |
| Percy Schmeiser a Louise Schmeiser                                                                            | Kanada                                                      |                                              |
| Grameen Shakti                                                                                                | Bangladéš                                                   |                                              |
| 2008 |                                                             |                                              |
| Krishnammal Jagannathan a Sankaralingam Jagannathan LAFTI                                                     | Indie                                                       |                                              |
| Amy Goodman                                                                                                   | Spojené státy americké                                      |                                              |
| Asha Haji Elmi                                                                                                | Somálsko                                                    |                                              |
| Monika Hauser                                                                                                 | Itálie                                                      |                                              |
| 2009 |                                                             |                                              |
| Catherine Hamlin                                                                                              | Austrálie                                                   |                                              |
| René Ngongo                                                                                                   | Konžská demokratická republika                              |                                              |
| David Suzuki                                                                                                  | Kanada                                                      |                                              |
| Alyn Ware | Nový Zéland                                                 |                                              |
| 2010 |                                                             |                                              |
| Nnimmo Bassey                                                                                                 | Nigérie                                                     |                                              |
| Erwin Kräutler                                                                                                | Rakousko · Brazílie                                         |                                              |
| Shrikrishna Upadhyay                                                                                          | Nepál                                                       |                                              |
| Physicians for Human Rights                                                                                   | Izrael                                                      |                                              |
| 2011 |                                                             |                                              |
| Huang Ming | Čína                                                        |                                              |
| Jacqueline Moudeina                                                                                           | Čad                                                         |                                              |
| GRAIN |                                                             |                                              |
| Ina May Gaskin                                                                                                | Spojené státy americké                                      |                                              |
| 2012 |                                                             |                                              |
| Campaign Against Arms Trade                                                                                   | Spojené státy americké                                      |                                              |
| Gene Sharp | Spojené státy americké                                      |                                              |
| Hayrettin Karaca                                                                                              | Turecko                                                     |                                              |
| Sima Samar | Afghánistán                                                 |                                              |
| 2013 |                                                             |                                              |
| Paul Walker                                                                                                   | Spojené státy americké                                      |                                              |
| Hans Rudolf Herren a Biovision Foundation                                                                     | Švýcarsko                                                   |                                              |
| Raji Sourani                                                                                                  | Pásmo Gazy                                                  |                                              |
| Denis Mukwege                                                                                                 | Konžská demokratická republika                              |                                              |
| 2014 |                                                             |                                              |
| Bill McKibben a 350.org                                                                                       | Spojené státy americké                                      |                                              |
| Basil Fernando a AHRC                                                                                         | Hongkong                                                    |                                              |
| Asma Jahangir                                                                                                 | Pákistán                                                    |                                              |
| Alan Rusbridger                                                                                               | Spojené království                                          |                                              |
| Edward Snowden                                                                                                | Spojené státy americké                                      |                                              |
| 2015 |                                                             |                                              |
| Sheila Watt-Cloutier                                                                                          | Kanada                                                      |                                              |
| Tony deBrum                                                                                                   | Marshallovy ostrovy                                         |                                              |
| Kasha Jacqueline Nabagesera                                                                                   | Uganda                                                      |                                              |
| Gino Strada                                                                                                   | Itálie                                                      |                                              |
| 2016 |                                                             |                                              |
| Cumhuriyet | [ 1 ]                                                       |                                              |
| Syrská civilní obrana                                                                                         | [ 2 ]                                                       |                                              |
| Mozn Hassan a Nazra for Feminist Studies                                                                      | [ 3 ]                                                       |                                              |
| Světlana Gannuškina                                                                                           | [ 4 ]                                                       |                                              |
| 2017 |                                                             |                                              |
| Robert Bilott                                                                                                 | Spojené státy americké                                      |                                              |
| Colin Gonsalves                                                                                               | Indie                                                       |                                              |
| Chadídža Ismailová                                                                                            | Ázerbájdžán                                                 |                                              |
| Yetnebersh Nigussie                                                                                           | Etiopie                                                     |                                              |
| 2018 |                                                             |                                              |
| Thelma Aldana, Iván Velásquez                                                                                 | Guatemala · Kolumbie                                        |                                              |
| Yacouba Sawadogo                                                                                              | Burkina Faso                                                |                                              |
| Abdullah al-Hamid, Mohammad Fahad al-Qahtani, Valíd Abú al-Chaír                                              | Saúdská Arábie                                              |                                              |
| Tony Rinaudo                                                                                                  | Austrálie                                                   |                                              |
| 2019 |                                                             |                                              |
| Greta Thunberg                                                                                                | Švédsko                                                     |                                              |
| Amínátú Hajdar                                                                                                | Západní Sahara                                              |                                              |
| Davi Kopenawa Yanomami                                                                                        | Brazílie                                                    |                                              |
| Kuo Ťien-mej                                                                                                  | Čína                                                        |                                              |
| 2020 |                                                             |                                              |
| Nasrín Sotúdeová                                                                                              | Írán                                                        |                                              |
| Bryan Stevenson                                                                                               | USA                                                         |                                              |
| Lottie Cunningham Wren                                                                                        | Nikaragua                                                   |                                              |
| Ales Bjaljacki                                                                                                | Bělorusko                                                   |                                              |
| 2021 | Marthe Wandouová                                            | Kamerun                                      |
| 2021 | Vladimir Slivjak                                            | Rusko                                        |
| 2021 | Freda Husonová                                              | Kanada                                       |
| 2021 | Legal Initiative for Forest and Environment (LIFE)          | Indie                                        |
| 2022 | Oleksandra Matvijčuková                                     | Ukrajina                                     |
| 2022 | Centrum občanských svobod (CCL)                             | Ukrajina                                     |
| 2022 | Fartuun Adanová                                             | Somálsko                                     |
| 2022 | Ilwad Elmanová                                              | Somálsko                                     |
| 2022 | Africký institut pro správu energetiky (AFIEGO)             | Uganda                                       |
| 2022 | Ústřední družstvo sociálních služeb státu Lara (Cecosesola) | Venezuela                                    |
| 2023 | Eunice Brookmanová-Amissahová                               | Ghana                                        |
| 2023 | Mother Nature Cambodia                                      | Kambodža                                     |
| 2023 | SOS Méditerranée                                            | Evropská unie                                |
| 2023 | Phyllis Omidová                                             | Keňa                                         |